# (6571) Sigmund
(6571) Sigmund es un asteroide perteneciente al cinturón de asteroides, descubierto el 24 de septiembre de 1960 por Cornelis Johannes van Houten en conjunto a su esposa también astrónoma Ingrid van Houten-Groeneveld y el astrónomo Tom Gehrels desde el Observatorio del Monte Palomar, Estados Unidos.

## Designación y nombre
Designado provisionalmente como 3027 P-L. Fue nombrado en honor a Peter Sigmund (n. 1936), quien fue profesor del Instituto de Física de la Universidad de Odense y desde 1970 uno de los principales físicos daneses. Su investigación como físico teórico abarca desde la penetración de partículas y los fenómenos de colisión en cascada hasta el intercambio de carga y la emisión de electrones. Ha inspirado enormemente a colegas daneses y extranjeros en estas áreas.

## Características orbitales
Sigmund está situado a una distancia media del Sol de 2,478 ua, pudiendo alejarse hasta 2,864 ua y acercarse hasta 2,092 ua. Su excentricidad es 0,156 y la inclinación orbital 6,311 grados. Emplea 1424,60 días en completar una órbita alrededor del Sol.

## Características físicas
La magnitud absoluta de Sigmund es 13,97. Tiene 4,546 km de diámetro y su albedo se estima en 0,310.